# Гутьеррес, Фелипе
Фели́пе Алеха́ндро Гутье́ррес Ле́йва (исп. Felipe Alejandro Gutiérrez Leiva; 8 октября 1990, Кинтеро, Чили) — чилийский футболист, игравший на позиции атакующего полузащитника. Выступал в сборной Чили. Участник чемпионата мира 2014 года.

## Клубная карьера
Гутьеррес — воспитанник клубов «Эвертон де Винья-дель-Мар» и «Универсидад Католика». В возрасте 18 лет он был включён в заявку основной команды «Универсидад Католика». 22 июня 2009 года в матче против «Сантьяго Морнинг» Фелипе дебютировал в чилийской Примере. В своем первом сезоне он лишь дважды сыграл в чемпионате, но уже со следующего сезона завоевал место в основе. 31 июля 2010 года в поединке против «О’Хиггинс» Гутьеррес забил свой первый гол за «Универсидад». В этом же сезоне он помог клубу выиграть национальное первенство, а через год и Кубок Чили.
В июне 2012 года Фелипе перешёл в нидерландский «Твенте». Сумма трансфера составила 3,7 млн долларов. 2 августа в матче квалификации Лиги Европы против чешской «Млады» он дебютировал за новый клуб. 12 августа в поединке против «Гронингена» Гутьеррес дебютировал в Эредивизи, заменив во втором тайме Лероя Фера. 15 сентября во встрече против «Виллем II» он забил свой первый гол за «Твенте».
Летом 2016 года Гутьеррес перешёл в испанский «Бетис», подписав контракт на четыре года. 20 августа в матче против «Барселоны» он дебютировал в Ла лиге. 21 октября в поединке против «Осасуны» Фелипе забил свой первый гол за «Бетис». В начале 2017 года для получения игровой практики Гутьеррес на правах аренды перешёл в бразильский «Интернасьонал». 13 мая в матче против «Лондрины» он дебютировал в бразильской Серии B. 9 сентября в поединке против «Жувентуде» Фелипе забил свой первый гол за «Интернасьонал».
6 февраля 2018 года Гутьеррес присоединился к клубу MLS «Спортинг Канзас-Сити» в качестве назначенного игрока, подписав трёхлетний контракт до конца сезона 2020 с опцией продления на сезон 2021. В главной лиге США он дебютировал 4 марта в матче стартового тура сезона 2018 против «Нью-Йорк Сити». 10 марта в поединке против «Чикаго Файр» Фелипе сделал дубль, забив свои первые голы за «Спортинг Канзас-Сити». Всего в пяти матчах марта 2018 года Гутьеррес забил пять мячей, за что был назван игроком месяца в MLS. Весь сезон 2020 он пропустил из-за травмы колена. По окончании сезона 2020 контракт Гутьерреса со «Спортингом» истёк, после чего клуб, выбрав его на втором этапе драфта возвращений MLS, провёл переговоры с игроком.
19 марта 2021 года Гутьеррес вернулся в «Универсидад Католика», подписав контракт на два сезона.
3 августа 2022 года Гутьеррес вернулся в MLS, отправившись в аренду в клуб «Колорадо Рэпидз» на оставшуюся часть сезона 2022. «Колорадо Рэпидз» за права на него в MLS выплатил «Спортингу Канзас-Сити» $50 тыс. в общих распределительных средствах. За «Рэпидз» он дебютировал 6 августа в матче против «Миннесоты Юнайтед». После истечения срока аренды «Колорадо Рэпидз» обсуждал с Гутьерресом возможное возвращение в следующем сезоне.
В феврале 2023 года Гутьеррес на правах свободного агента подписал контракт с клубом чемпионата ОАЭ «Аль-Васл».
6 июля 2023 года Гутьеррес вернулся в «Спортинг КС», подписав контракт до конца сезона 2023 с опцией продления на сезон 2024. По окончании сезона 2023 «Спортинг КС» не стал продлевать контракт с Гутьерресом.
24 января 2024 года Гутьеррес объявил о завершении карьеры, но 28 января присоединился к любительскому клубу из своего родного города «Кинтеро Унидо», а 13 марта подписал контракт с клубом чилийской Примеры B «Универсидад де Консепсьон». 13 мая 2024 года, после трёх игр за клуб, он объявил об окончательном завершении карьеры.

## Международная карьера
30 мая 2010 года в товарищеском матче против сборной Северной Ирландии Гутьеррес дебютировал за сборную Чили. В 2011 году в составе национальной сборной страны Фелипе поехал на Кубок Америки в Аргентину. На турнире он был запасным футболистом и не сыграл ни минуты. 17 октября 2012 года в матче отборочного турнира чемпионата мира 2014 против сборной Аргентины Гутьеррес забил свой первый гол за Чили.
В 2014 году Гутьеррес попал в заявку на участие в чемпионате мира в Бразилии. На турнире он сыграл в матчах против команд Австралии, Нидерландов, Испании и Бразилии.
В 2015 году Гутьеррес стал победителем домашнего Кубка Америки. На турнире он сыграл в матче против сборной Перу.
5 сентября в поединке против сборной Парагвая Филипе сделал «дубль». В 2017 году Гутьеррес стал серебряным призёром Кубка конфедераций в России. На турнире он был запасным и на поле не вышел.

### Голы за сборную Чили
| #   | Дата            | Место                                   | Противник | Счёт | Результат | Соревнование                       |
| --- | --------------- | --------------------------------------- | --------- | ---- | --------- | ---------------------------------- |
| 01. | 17 октября 2012 | Хулио Мартинес Праданос, Сантьяго, Чили | Аргентина | 1:2  | 1:2       | Чемпионат мира 2014 (квалификация) |
| 02. | 5 сентября 2015 | Хулио Мартинес Праданос, Сантьяго, Чили | Парагвай  | 1:0  | 3:2       | Товарищеский матч                  |
| 03. | 5 сентября 2015 | Хулио Мартинес Праданос, Сантьяго, Чили | Парагвай  | 2:2  | 3:2       | Товарищеский матч                  |
| 04. | 25 марта 2016   | Хулио Мартинес Праданос, Сантьяго, Чили | Аргентина | 1:2  | 1:2       | Чемпионат мира 2018 (квалификация) |

## Достижения
Командные
 «Универсидад Католика»
- Чемпион Чили: 2010, 2021
- Обладатель Кубка Чили: 2011

 сборная Чили
- Кубок Америки: 2015
- Кубок конфедераций: 2017

Индивидуальные
- Игрок месяца в MLS: март 2018